# 连山站
连山站是位于湖南会同县连山乡的一个铁路车站，邮政编码418301。车站建于1978年，有焦柳铁路经过该站，现仅办理货运业务，不办理客运业务。车站距离月山站1296公里，隶属广铁集团，是五等站。